# Eastern Washington University Press
La Eastern Washington University Press (EWU Press) fue una editorial universitaria formada en la década de 1970, que formaba parte de la Universidad de Eastern Washington. Ha publicado obras de poetas y escritores como Robert Bly, Carolyn Kizer, Dorianne Laux y Joseph Millar.
En 2007, EWU Press se convirtió en miembro de la Asociación de Imprentas Universitarias Americanas (en inglés: Association of American University Presses o AAUP).
La editorial cerró el 30 de junio de 2010 y muchos de sus títulos pasaron a la Carnegie Mellon University Press.

## Publicaciones seleccionadas

### Ficción
- Abel, Robert (1989). Full-Tilt Boogie
- Bathanti, Joseph (2007). The High Heart
- Pearlman, Edith (2002). Love Among the Greats and Other Stories
- Wayman, Tom (2007). Boundary Country

### Poesía
- Alley, Rick (1997). The Talking Book of July
- Baquero, Gastón (2006). The Angel of Rain
- Bly, Robert (2005). The Urge to Travel Long Distances
- Cook-Lynn, Elizabeth (1998). I Remember the Fallen Trees
- Curtis, Walt (1984). Rhymes for Alice Bluelight
- Daniels, Jim (2007). Revolt of the Crash Test Dummies
- Laux, Dorianne (1990). Awake
- Miller, Carolyn Reynolds	Rising & Falling
- Mistral, Gabriela (1996). Poemas de las Madres
- O'Hehir, Diana (1996). Spells For Not Dying Again
- Rekdal, Paisley (2002). Six Girls Without Pants
- Robbins, Doren (2001). Driving Face Down
- Robbins, Doren (2008). My Piece of the Puzzle
- Rutsala, Vern (1985). The Mystery of the Lost Shoes
- Tadjo, Véronique (1984). Latérite
- de la Torre, Josefina	(1930) [2000]. Poemas de la Isla
- Tremblay, Bill (2003). Shooting Script: Door of Fire
- Wright, Carolyne (2000). Seasons of Mangoes and Brainfire